# Kabinet-Rutte I
Het kabinet-Rutte I was het Nederlandse kabinet dat regeerde van 14 oktober 2010 tot 5 november 2012, met Mark Rutte (VVD) als minister-president en Maxime Verhagen (CDA) als vice minister-president.
Het werd gevormd na de Tweede Kamerverkiezingen van 2010 door de politieke partijen Volkspartij voor Vrijheid en Democratie (VVD) en het Christen-Democratisch Appèl (CDA), met gedoogsteun van de Partij voor de Vrijheid (PVV). De PVV nam niet deel aan de regering en leverde geen bewindslieden maar zegde parlementaire ondersteuning toe op belangrijke beleidsvoornemens en bezuinigingen, in ruil waarvoor de regering zich bereid verklaarde bepaalde PVV-programmapunten uit te zullen voeren. Dat was een unicum in de Nederlandse politieke geschiedenis.
Het centrumrechtse kabinet in combinatie met de gedoogpartner zorgde voor een rechts politiek profiel op basis van een regeerakkoord waarbij "rechts Nederland de vingers kon aflikken" volgens toenmalig onderhandelaar Mark Rutte.
Het kabinet-Rutte I was een minderheidskabinet, het eerste sinds 1922, dat in de Tweede Kamer inclusief gedoogsteun van de PVV kon rekenen op 76 zetels, de geringst mogelijke meerderheid van één zetel. Na vertrek van Hero Brinkman uit de PVV-fractie in februari 2012 verloor het kabinet deze meerderheid maar Brinkman liet weten dat hij het kabinet zou blijven steunen. In de Eerste Kamer had de gedoogformatie slechts informele steun van de Staatkundig Gereformeerde Partij (SGP).
Het kabinet viel in het voorjaar 2012 vanwege onenigheid tussen de coalitie en Willders over extra bezuinigingen, waarbij de PVV zijn gedoogsteun introk.

## Totstandkoming

### Formatie
Na de Tweede Kamerverkiezingen van 9 juni 2010 ging de kabinetsformatie van start onder leiding van informateur Uri Rosenthal. Deze concludeerde eerst dat een samenwerking tussen de grootste partij (VVD) en grootste winnaar (PVV) niet mogelijk was. Een verkenning naar een 'paars-plus' kabinet was het gevolg. Ook deze poging strandde nadat de partijen het niet eens waren geworden over de financiën. Onder informateur Ruud Lubbers werd er informeel onderhandeld tussen VVD, PVV en CDA. De conclusie was dat de VVD en het CDA samen in een kabinet gingen zitten, gedoogd door de PVV.
De formele onderhandelingen tussen de drie partijen werden geleid door informateur Ivo Opstelten. Deze poging strandde aanvankelijk, toen er een crisis binnen de partij van het CDA ontstond over samenwerking met de PVV. Secondant Ab Klink was tegen onderhandelen met de PVV, samen met Tweede Kamerleden Ad Koppejan en Kathleen Ferrier. Na fractieberaad werd Ank Bijleveld aangesteld als de nieuwe secondant voor het CDA, maar de PVV gaf aan geen vertrouwen meer te hebben in verdere onderhandelingen met het CDA.
Een dag later kwam er echter onverwachts een ommekeer in de situatie, toen Ab Klink zijn Tweede Kamerlidmaatschap opzegde en meteen werd opgevolgd door Raymond Knops.
Hoewel informateur Opstelten in zijn eindverslag aan koningin Beatrix aangaf dat de informatiepoging mislukt was, en de gesprekken met de koningin nog gaande waren, gaf de PVV aan toch verder te willen onderhandelen omdat Klink was opgestapt. Daarop benoemde de Koningin een dag later de vicepresident van de Raad van State, Herman Tjeenk Willink, tot informateur, om alles staatsrechtelijk op orde te brengen. Ivo Opstelten werd na het eindverslag van Tjeenk Willink weer aangesteld als informateur, waarna de onderhandelingen werden hervat. Op 28 september 2010 was het regeerakkoord klaar en tevens het zogeheten gedoogakkoord. Op 29 september werden deze akkoorden voorgelegd aan de fracties. Op 2 oktober spraken 4.700 leden op een historisch partijcongres van het CDA over deelname aan de regering, de stemming was geëmotioneerd. Veel partijleden en enkele prominente politici waren er principieel op tegen met de PVV van Geert Wilders in zee te gaan, Dries van Agt noemde het een verminking van het CDA. Op het congres stemde uiteindelijk een meerderheid van 68% van de aanwezige leden voor deelname aan de regering in deze vorm omdat een groot deel van de  programmapunten een uiting waren van de standpunten van het CDA. Over samenwerking met de PVV om dit doel te bereiken, klonken  ferme tegengeluiden.

### Regeerakkoord en gedoogakkoord
Naast het regeerakoord dat de regeringsfracties van VVD en CDA onderling sloten, werd door deze partijen met Geert Wilders in een afzonderlijk gedoogakkoord afgesproken dat de PVV-Tweede Kamerleden op belangrijke onderdelen geen oppositie zouden voeren en in ruil daarvoor de regering bepaalde programmapunten van de PVV uit zou voeren. Dat was een unicum in de Nederlandse staatsrechtelijke geschiedenis met traditioneel een sterk contrast tussen coalitie en oppositie, naar een voorbeeld uit Denemarken. Voor de PVV was de bereidheid tot het steunen van de begroting en het bezuinigingspakket gekoppeld aan de inhoud van de te maken afspraken op het gebied van immigratie, integratie en asiel, veiligheid en ouderenzorg. Deze beleidsvoornemens en het bezuinigingspakket hadden dus de steun van alle drie fracties. Bij voorstellen uit het regeerakkoord kon de PVV-fractie tegenstemmen, maar moties van wantrouwen en afkeuring door de oppositie zouden niet worden gesteund.

### Motto 'Vrijheid en verantwoordelijkheid'
Op 29 september 2010 maakte premier Mark Rutte bekend dat er een motto was voor de nieuwe coalitie, dat werd op donderdag 30 september 2010 verstrekt, tijdens de presentatie van het regeer- en gedoogakkoord. Het motto was "Vrijheid en verantwoordelijkheid". Vrijheid komt voor in de partijnamen van de VVD en PVV.

### Wijzigingen ministeries
Het aantal ministers werd teruggebracht van zestien in Balkenende IV naar twaalf in Rutte I. De ministeries van Landbouw, Natuur en Voedselkwaliteit en Economische Zaken werden samengevoegd tot het ministerie van Economische Zaken, Landbouw en Innovatie; VROM en Verkeer & Waterstaat fuseren tot het ministerie van Infrastructuur en Milieu. Een deel van de taken van Binnenlandse Zaken en Koninkrijksrelaties (BZK) ging naar Justitie, dat ministerie van Veiligheid en Justitie ging heten. Verder kreeg BZK volkshuisvesting en integratie erbij.
De ministers zonder portefeuille voor Ontwikkelingssamenwerking, voor Wonen, Wijken en Integratie en voor Jeugd en Gezin verdwenen, en toegevoegd werd een minister voor Immigratie en Asiel, een minister zonder portefeuille die werd ondergebracht bij het ministerie van BZK.

## Ambtsbekleders
| Ambtsbekleders                                                                     | Ambtsbekleders                            | Ambtsbekleders                                        | Ministers / Ministerie                                    | Ministers / Ministerie | Termijn                            | Partij |
| ---------------------------------------------------------------------------------- | ----------------------------------------- | ----------------------------------------------------- | --------------------------------------------------------- | --- | ---------------------------------- | ------ |
|                                                                                    | M. (Mark) Rutte                           | drs. M. (Mark) Rutte (1967)                           | Minister-president / Minister                             | Algemene Zaken | 14 oktober 2010 – 2 juli 2024      | VVD    |
|                                                                                    | M.J.M. (Maxime) Verhagen                  | drs. M.J.M. (Maxime) Verhagen (1956)                  | Vicepremier / Minister                                    | Economische Zaken, Landbouw en Innovatie | 14 oktober 2010 – 5 november 2012  | CDA    |
|                                                                                    | J.P.H. (Piet Hein) Donner                 | mr. J.P.H. (Piet Hein) Donner (1948)                  | Minister                                                  | Binnenlandse Zaken en Koninkrijksrelaties | 14 oktober 2010 – 16 december 2011 | CDA    |
|                                                                                    | J.W.E. (Liesbeth) Spies                   | mr.drs. J.W.E. (Liesbeth) Spies (1966)                | Minister                                                  | Binnenlandse Zaken en Koninkrijksrelaties | 16 december 2011 – 5 november 2012 | CDA    |
|                                                                                    | U. (Uri) Rosenthal                        | dr. U. (Uri) Rosenthal (1945)                         | Minister                                                  | Buitenlandse Zaken | 14 oktober 2010 – 5 november 2012  | VVD    |
|                                                                                    | J.C. (Jan Kees) de Jager                  | mr.drs. J.C. (Jan Kees) de Jager (1969)               | Minister                                                  | Financiën | 23 februari 2010 – 5 november 2012 | CDA    |
|                                                                                    | I.W. (Ivo) Opstelten                      | mr. I.W. (Ivo) Opstelten (1944)                       | Minister                                                  | Veiligheid en Justitie | 14 oktober 2010 – 10 maart 2015    | VVD    |
|                                                                                    | J.S.J. (Hans) Hillen                      | drs. J.S.J. (Hans) Hillen (1947)                      | Minister                                                  | Defensie | 14 oktober 2010 – 5 november 2012  | CDA    |
|                                                                                    | E.I. (Edith) Schippers                    | drs. E.I. (Edith) Schippers (1964)                    | Minister                                                  | Volksgezondheid, Welzijn en Sport | 14 oktober 2010 – 26 oktober 2017  | VVD    |
|                                                                                    | H.G.J. (Henk) Kamp                        | H.G.J. (Henk) Kamp (1952)                             | Minister                                                  | Sociale Zaken en Werkgelegenheid | 14 oktober 2010 – 5 november 2012  | VVD    |
|                                                                                    | J.M. (Marja) van Bijsterveldt             | J.M. (Marja) van Bijsterveldt (1961)                  | Minister                                                  | Onderwijs, Cultuur en Wetenschap | 14 oktober 2010 – 5 november 2012  | CDA    |
|                                                                                    | M.H. (Melanie) Schultz van Haegen         | drs. M.H. (Melanie) Schultz van Haegen (1970)         | Minister                                                  | Infrastructuur en Milieu | 14 oktober 2010 – 26 oktober 2017  | VVD    |
| Ambtsbekleders                                                                     | Ambtsbekleders                            | Ambtsbekleders                                        | Ministers z. portefeuille / Beleidsterreinen / Ministerie | Ministers z. portefeuille / Beleidsterreinen / Ministerie | Termijn                            | Partij |
|                                                                                    | G.B.M. (Gerd) Leers                       | drs. G.B.M. (Gerd) Leers (1951)                       | Minister                                                  | • Immigratie • Asielzaken (Binnenlandse Zaken en Koninkrijksrelaties) | 14 oktober 2010 – 16 december 2011 | CDA    |
| • Immigratie • Integratie • Asielzaken (Binnenlandse Zaken en Koninkrijksrelaties) | G.B.M. (Gerd) Leers                       | drs. G.B.M. (Gerd) Leers (1951)                       | Minister                                                  | 16 december 2011 – 5 november 2012 |                                    | CDA    |
| Ambtsbekleders                                                                     | Ambtsbekleders                            | Ambtsbekleders                                        | Staatssecretarissen / Portefeuille / Ministerie           | Staatssecretarissen / Portefeuille / Ministerie | Termijn                            | Partij |
|                                                                                    | H.P.M. (Ben) Knapen                       | dr. H.P.M. (Ben) Knapen (1951)                        | Staatssecretaris                                          | • Europese Zaken • Ontwikkelingssamenwerking (Buitenlandse Zaken) | 14 oktober 2010 – 5 november 2012  | CDA    |
|                                                                                    | F.H.H. (Frans) Weekers                    | mr.drs. F.H.H. (Frans) Weekers (1967)                 | Staatssecretaris                                          | • Fiscale Zaken • Belastingdienst • Agglomeratie Zaken • Staatsloterij • Muntwezen (Financiën) | 14 oktober 2010 – 30 januari 2014  | VVD    |
|                                                                                    | F. (Fred) Teeven                          | mr. F. (Fred) Teeven (1958)                           | Staatssecretaris                                          | • Rechtsbescherming • Privaatrecht • Privacybeleid • Personen- en Familierecht • Jeugdbescherming • Kansspelen • Delinquentenzorg • Rehabilitatie • Reclassering • Gevangeniswezen (Veiligheid en Justitie)  | 14 oktober 2010 – 10 maart 2015    | VVD    |
|                                                                                    | H. (Henk) Bleker                          | mr.dr. H. (Henk) Bleker (1953)                        | Staatssecretaris                                          | • Internationale Handel • Exportbevordering • Consumentenbeleid • Toerisme • Landschapsbeheer • Natuurbeheer • Voedselkwaliteit • Visserij • Dierenwelzijn • Post (Economische Zaken, Landbouw en Innovatie) | 14 oktober 2010 – 5 november 2012  | CDA    |
|                                                                                    | M.L.L.E. (Marlies) Veldhuijzen van Zanten | drs. M.L.L.E. (Marlies) Veldhuijzen van Zanten (1953) | Staatssecretaris                                          | • Welzijnsbeleid • Jeugdbeleid • Ouderenbeleid • Gehandicaptenbeleid • Verpleging- en Verzorging • Medische Ethiek • Biotechnologie • Oorlogsgetroffenen (Volksgezondheid, Welzijn en Sport)                 | 14 oktober 2010 – 5 november 2012  | CDA    |
|                                                                                    | P. (Paul) de Krom                         | drs. P. (Paul) de Krom (1963)                         | Staatssecretaris                                          | • Sociale Zekerheid • Arbeidsomstandigheden • Armoedebeleid • Bijstandszaken • Pensioenen • Verzekeringen (Sociale Zaken en Werkgelegenheid)                                                                 | 14 oktober 2010 – 5 november 2012  | VVD    |
|                                                                                    | H. (Halbe) Zijlstra                       | drs. H. (Halbe) Zijlstra (1969)                       | Staatssecretaris                                          | • Hoger Onderwijs • Voorbereidend Wetenschappelijk Onderwijs • Wetenschappelijk Onderwijs • Wetenschapsbeleid • Lerarenbeleid • Cultuurbeleid • Kunstbeleid (Onderwijs, Cultuur en Wetenschap)               | 14 oktober 2010 – 5 november 2012  | VVD    |
|                                                                                    | J.J. (Joop) Atsma                         | J.J. (Joop) Atsma (1956)                              | Staatssecretaris                                          | • Luchtvaart • Waterbeleid • Milieuzaken • KNMI (Infrastructuur en Milieu) | 14 oktober 2010 – 5 november 2012  | CDA    |
| Bron: Kabinet-Rutte I Rijksoverheid.nl                                             |                                           |                                                       |                                                           | |                                    |        |

### Personele wijzigingen
Op 16 december 2011 trad de minister van Binnenlandse Zaken en Koninkrijksrelaties, Piet Hein Donner (CDA), af nadat hij benoemd was tot vice-president van de Raad van State. Hij werd dezelfde dag opgevolgd door Liesbeth Spies (CDA), lid van Gedeputeerde Staten voor Zuid-Holland. De portefeuille van Integratie werd toegewezen aan minister voor Immigratie en Asiel Gerd Leers (CDA).

## Verloop

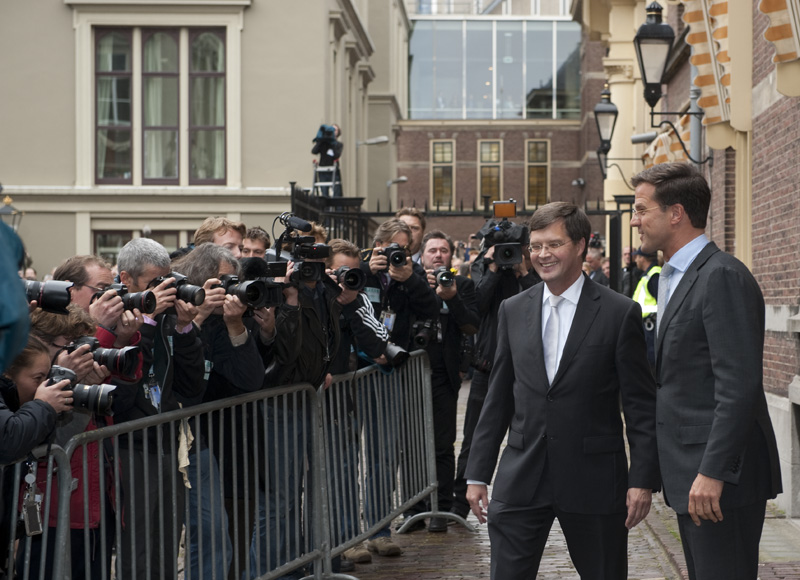
Uitgaand minister-president Jan Peter Balkenende en aantredend minister-president Mark Rutte bij het Torentje op 14 oktober 2010.

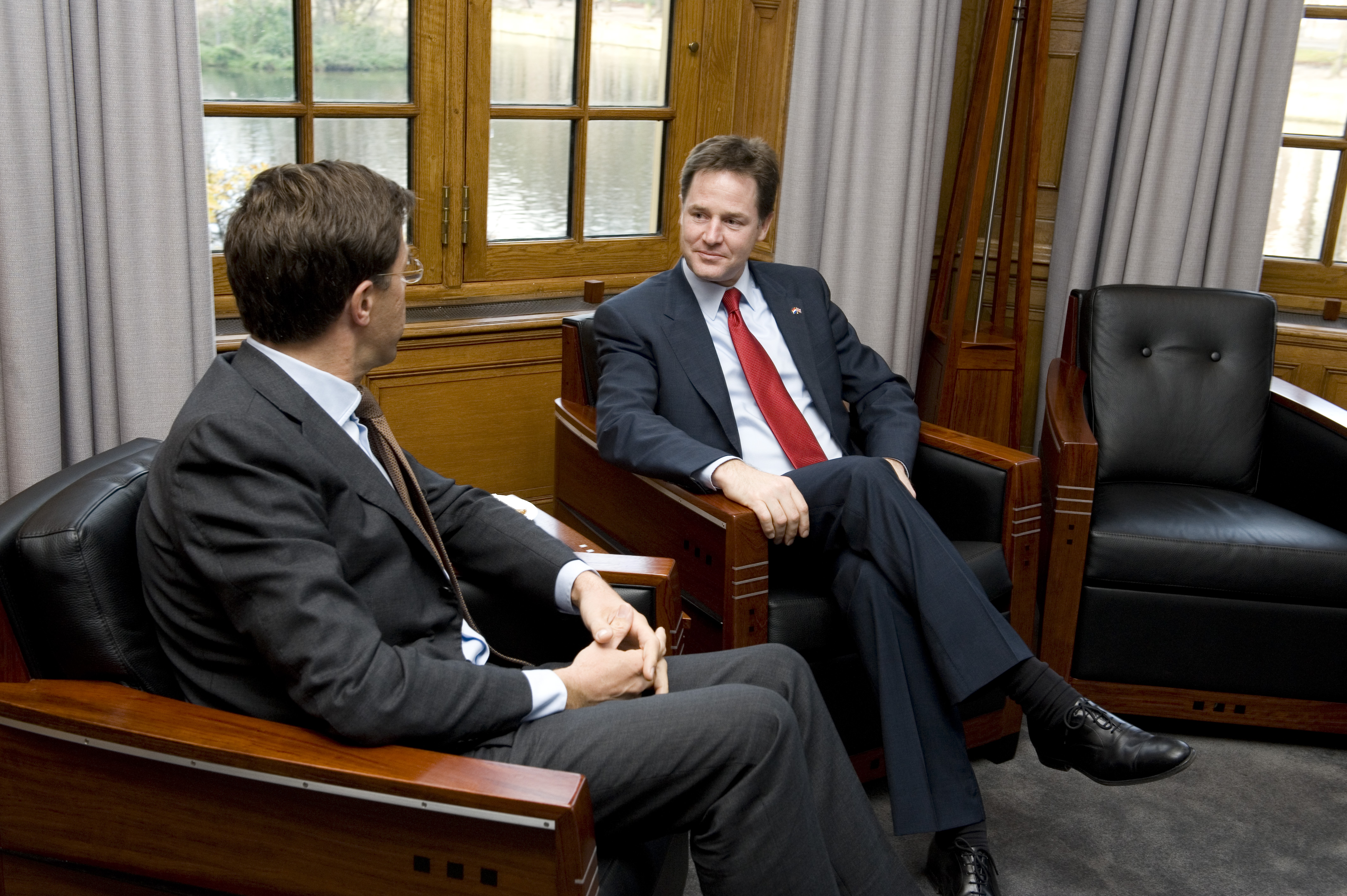
Minister-president Mark Rutte en vicepremier van het Verenigd Koninkrijk Nick Clegg in het Torentje op 15 november 2010.

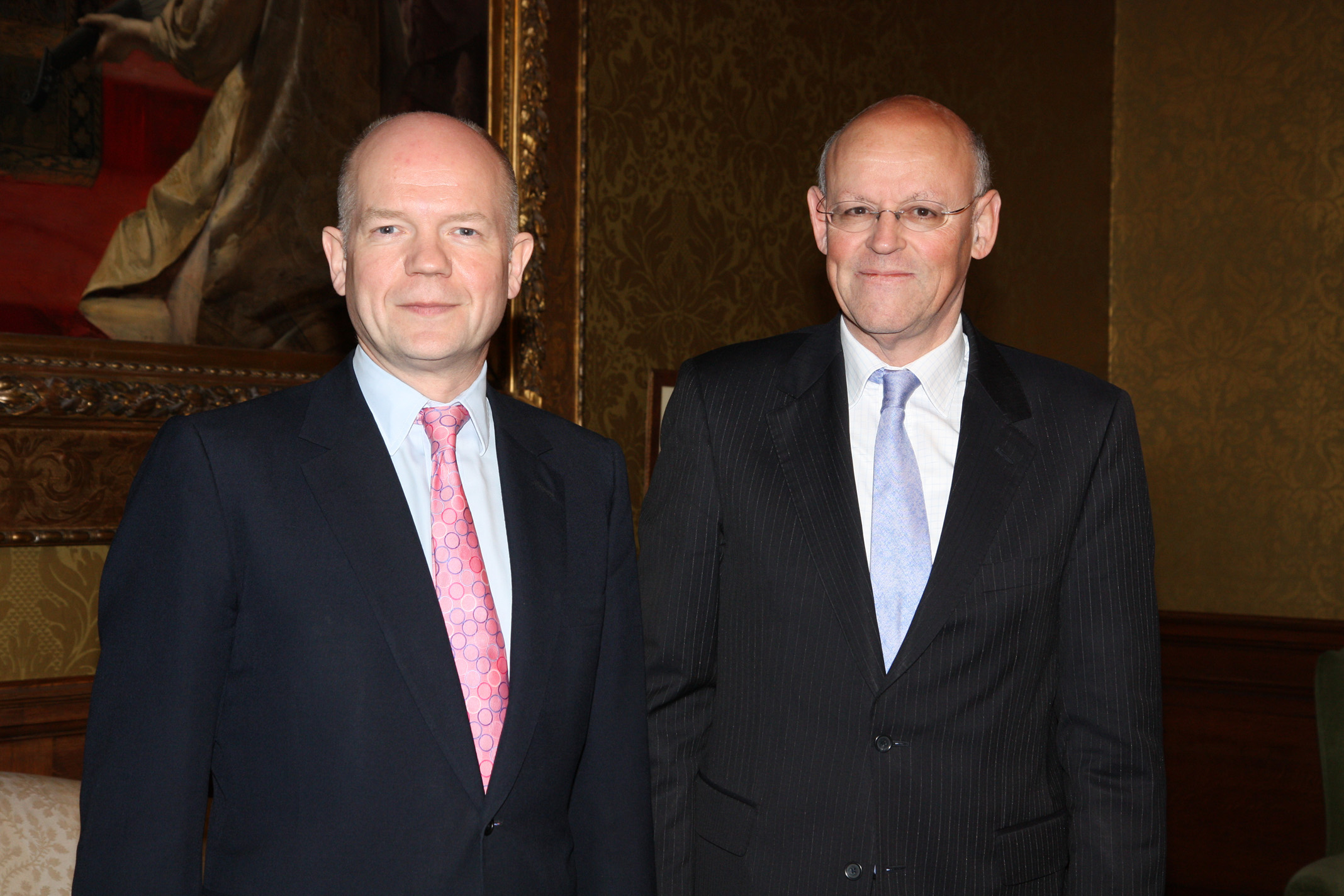
Britse minister van Buitenlandse Zaken William Hague en minister van Buitenlandse Zaken Uri Rosenthal op 22 december 2010.

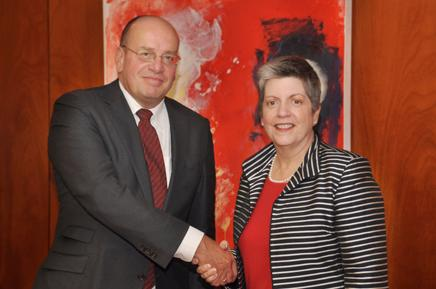
Staatssecretaris van Veiligheid en Justitie Fred Teeven en Amerikaanse minister van Binnenlandse Veiligheid Janet Napolitano op 22 juni 2011.

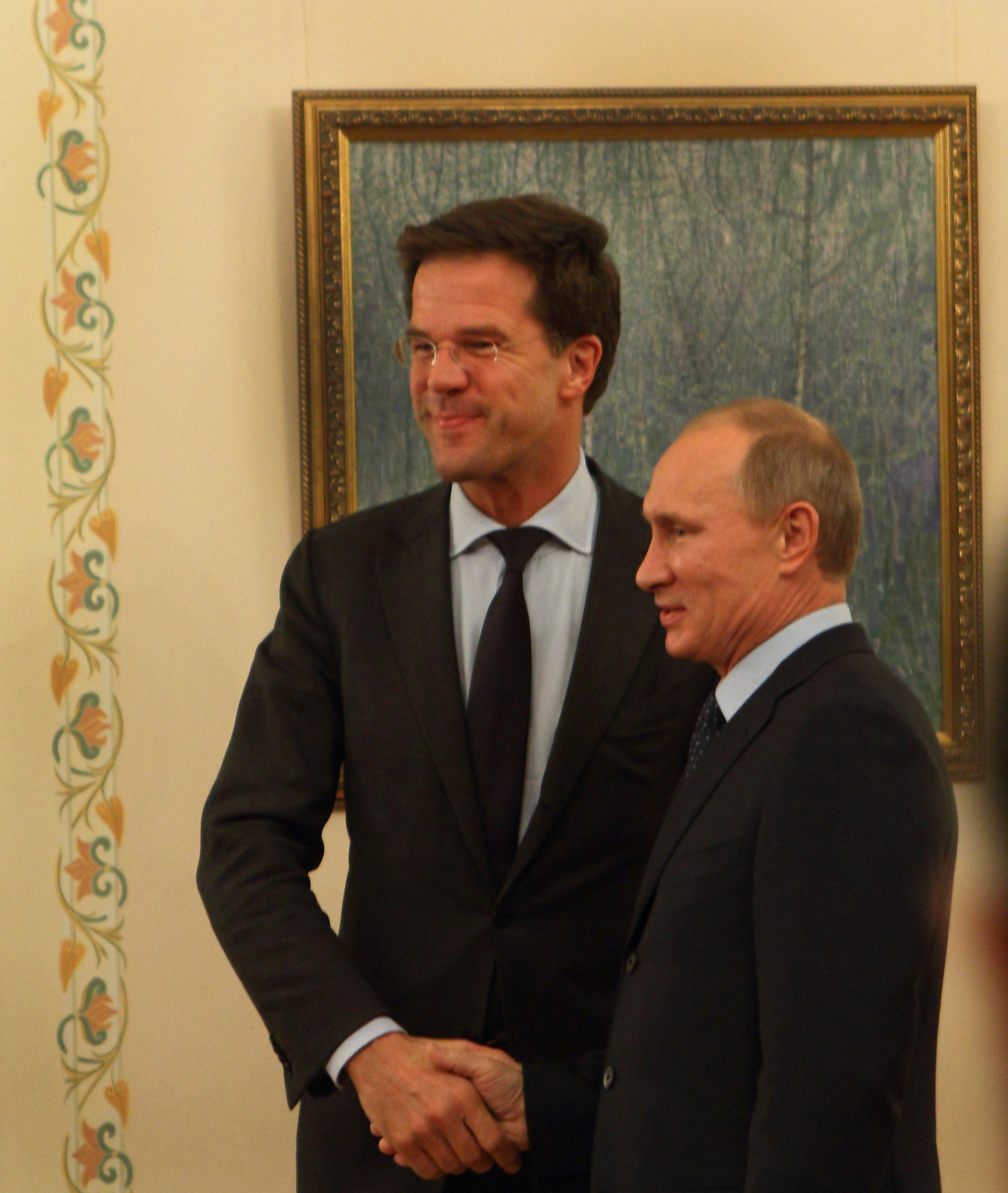
Minister-president Mark Rutte en premier van Rusland Vladimir Poetin op 20 oktober 2011.

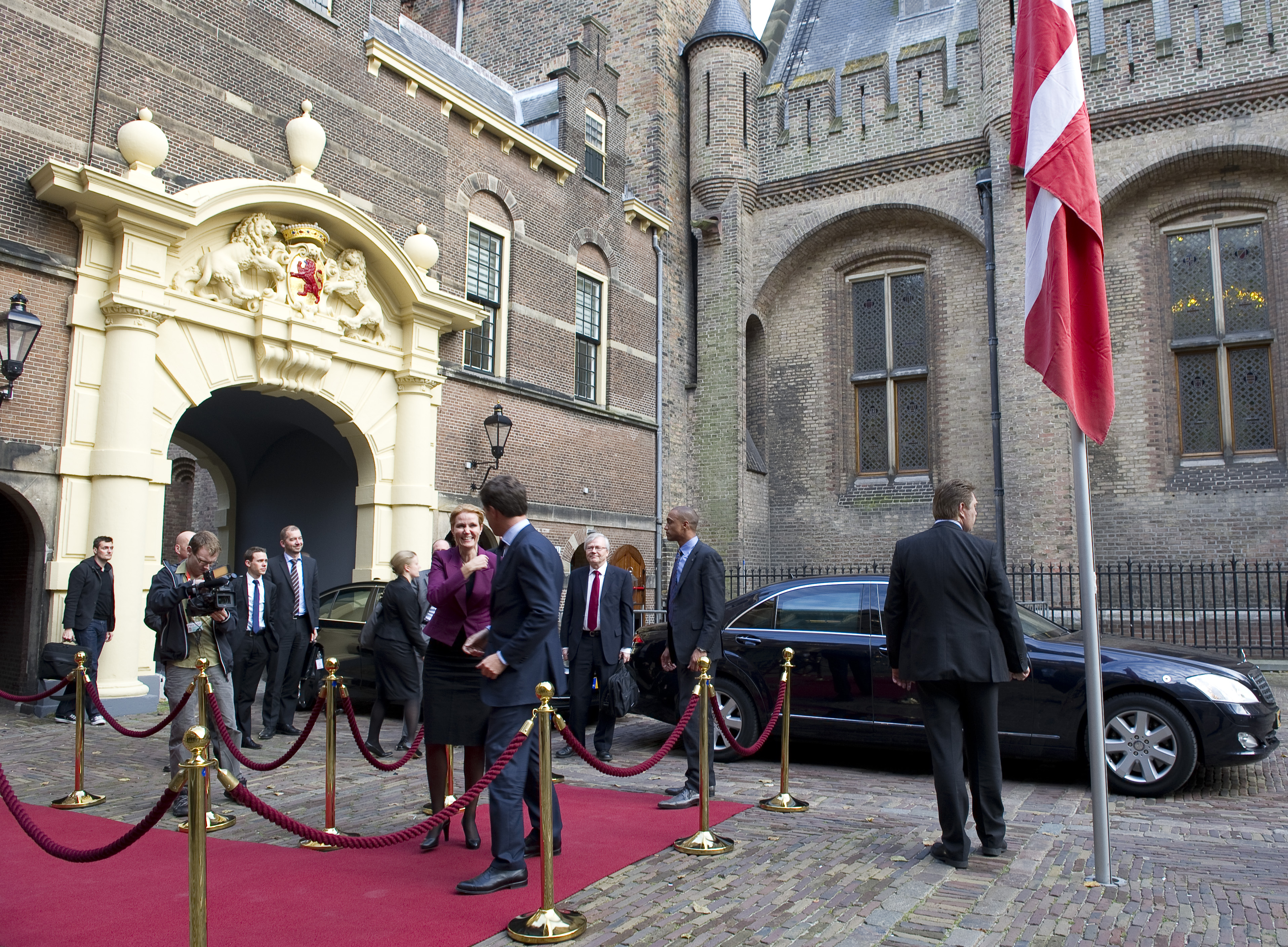
Premier van Denemarken Helle Thorning-Schmidt en minister-president Mark Rutte en op het Binnenhof op 27 oktober 2011.

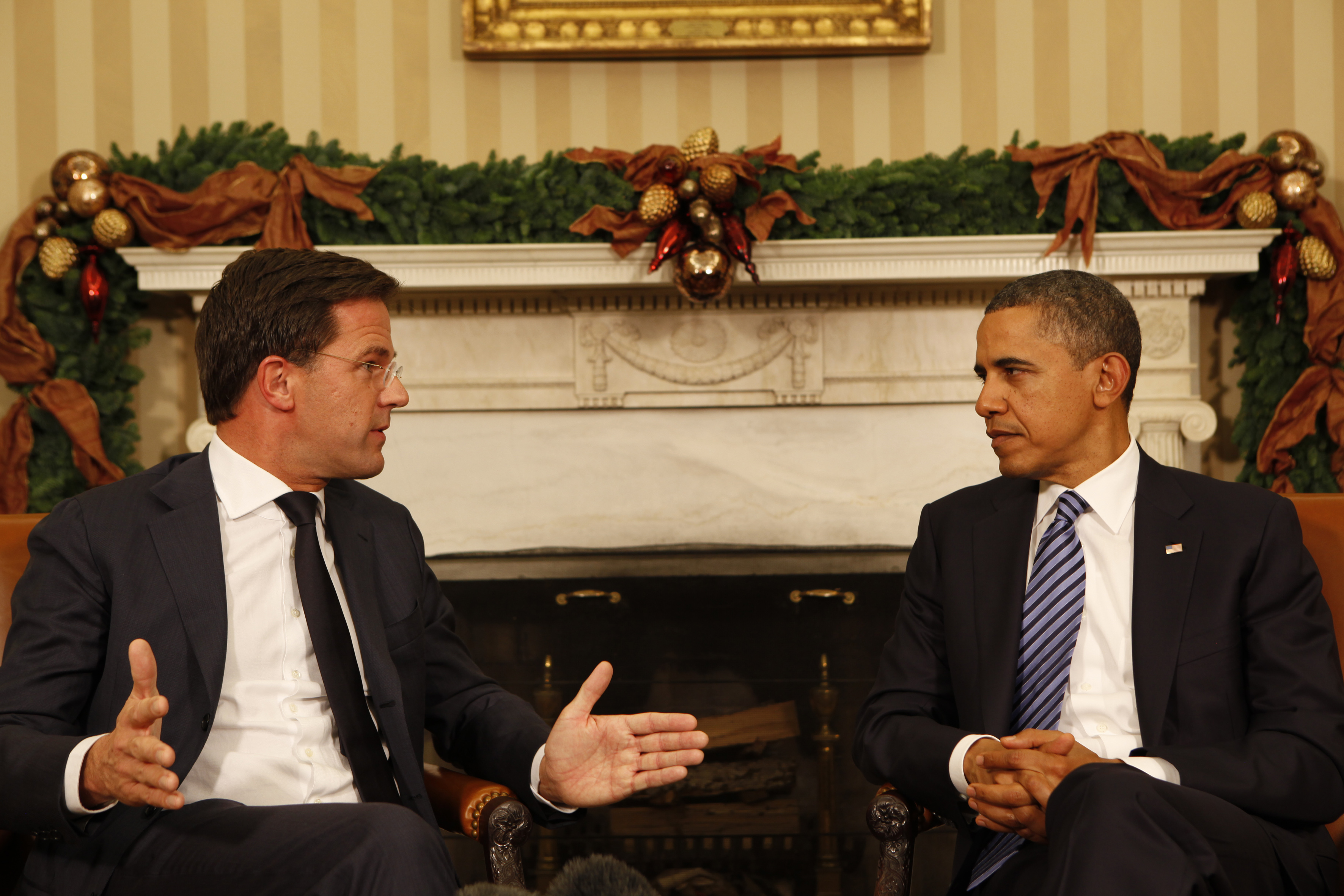
Minister-president Mark Rutte en president van de Verenigde Staten Barack Obama in de Oval Office op 29 november 2011.

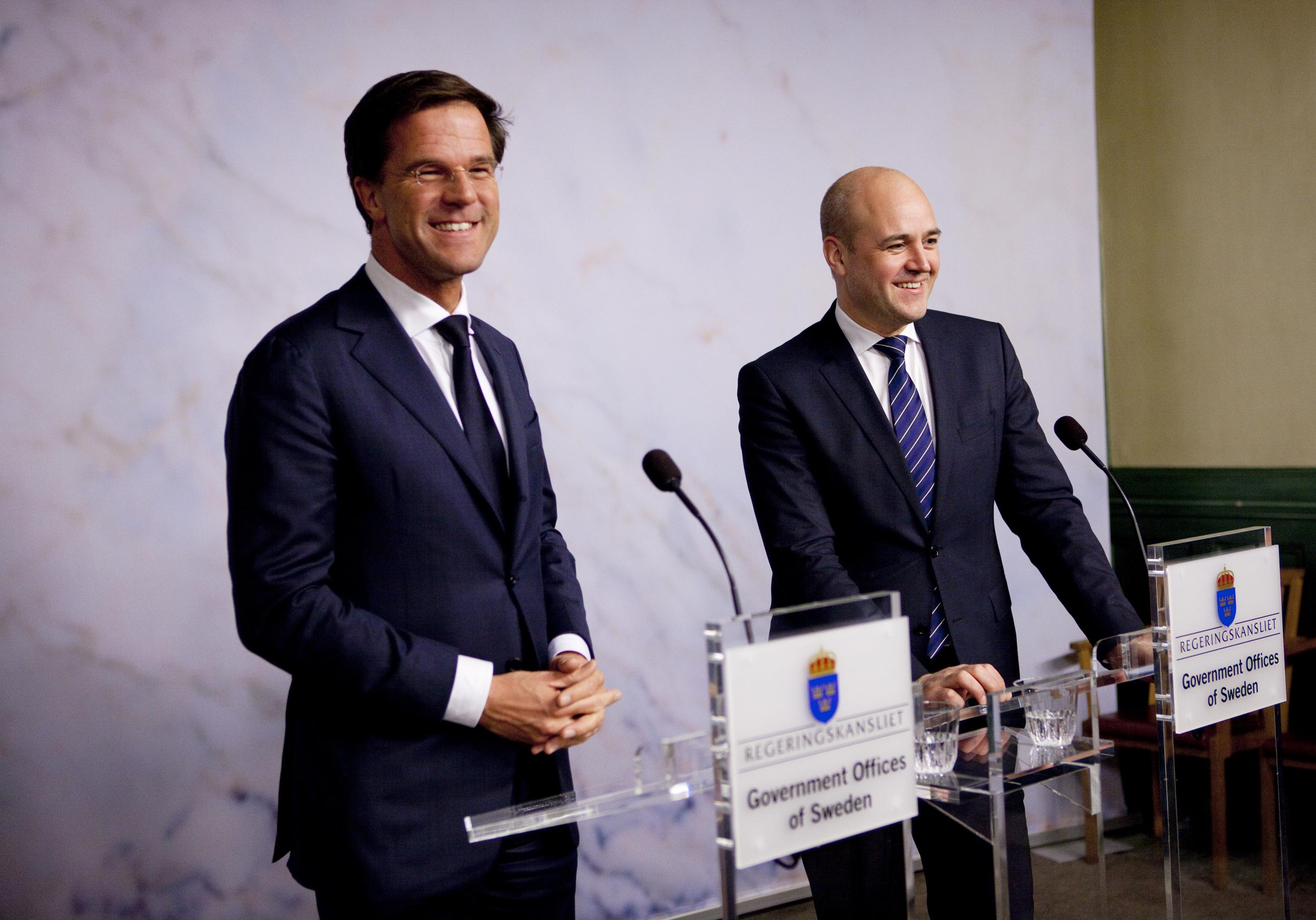
Minister-president Mark Rutte en premier van Zweden Fredrik Reinfeldt tijdens een persconferentie op 5 december 2011.

### Start
Op 26 oktober 2010 presenteerde premier Rutte zijn regeringsverklaring in de Tweede Kamer. Eerder echter was het eerste meningsverschil binnen de gedoogcoalitie al ontstaan door de dubbele nationaliteit (Zweeds-Nederlands) van CDA-staatssecretaris Marlies Veldhuijzen van Zanten-Hyllner. De PVV wilde per motie dat Veldhuijzen haar Zweedse nationaliteit opgaf, maar geen enkele andere partij steunde dit. Rutte, die bij de presentatie van het voorgaande kabinet bezwaar had gemaakt tegen de tweede (Turkse) nationaliteit van PvdA-staatssecretaris Nebahat Albayrak, steunde Veldhuijzen van Zanten en verklaarde dat een Zweeds paspoort, in tegenstelling tot een Turkse nationaliteit, geen probleem vormde, daar de Turkse nationaliteit rechten en plichten aan haar onderdanen oplegt (het dienen in het leger bijvoorbeeld), en dit bij de Zweedse nationaliteit niet het geval is.

### Positie ten opzichte van de Eerste Kamer
Bij de start van het kabinet steunde het kabinet in de Eerste Kamer op een minderheid van VVD/CDA van 35 van de 75 zetels. De 2 SGP-senatoren stemmen meestal met de regering mee, maar desondanks bezit de oppositie een meerderheid. Het eerste conflict ontstond met betrekking tot de verhoging van de btw op de podiumkunsten. Door het dreigement premier Rutte van vakantie terug te laten roepen, deed het kabinet bij monde van staatssecretaris Frans Weekers op 21 december 2010 een concessie en stelde de invoering zes maanden uit. Ook de korting op de AOW-toeslag voor 65-plussers met een jongere partner wordt later ingevoerd en ontziet de laagste inkomens. Hierna kreeg het kabinet steun van de SGP, ChristenUnie, D66 en OSF en daarmee werden de belastingplannen aangenomen.
Het wetsvoorstel ter invoering van het elektronisch patiëntendossier (EPD) werd op 5 april 2011 unaniem door de Eerste Kamer verworpen.
Op 2 maart 2011 waren de Provinciale Statenverkiezingen 2011. De hierbij gekozen Statenleden kozen op 23 mei 2011 de Eerste Kamerleden. Tijdens deze Eerste Kamerverkiezingen 2011 werd duidelijk dat het kabinet met 37 zetels net geen meerderheid had behaald. Over het algemeen werd echter aangenomen dat dit vaak geen probleem zou zijn, omdat men met de steun van de regeringsgezinde SGP-senator wel aan een meerderheid van 38 zetels kan komen.
Door het vertrek van de PVV als gedoogpartner, op 21 april 2012, viel de basis waarop het kabinet kon rekenen in de Eerste Kamer weg. Op 8 mei verwierp de Eerste Kamer de wijziging Wet personenvervoer 2000 met steun van de PVV-fractie.

### Positie ten opzichte van de Tweede Kamer
In de Tweede Kamer had het kabinet officieel geen parlementaire meerderheid. Tijdens het debat over de regeringsverklaring in oktober 2010 zag Job Cohen, leider van de grootste oppositiepartij PvdA, voor de oppositie slechts 'een klein muizengaatje om haar poot door te steken'. In de praktijk bleken er wel heel grote gaten te vallen tussen de standpunten van de regeringspartijen en de PVV over onderwerpen als de sociale zekerheid en de buitenlandse politiek. Zo hielp de PvdA het kabinet aan een meerderheid in kwesties als de eurocrisis en het pensioenakkoord. De PVV stelde zich in deze dossiers lijnrecht tegenover het kabinetsbeleid. Op 21 januari 2012 verklaarde de leider van de PvdA in de Volkskrant dat hij stopte met deze steun aan het kabinet.
De eerste test kwam bij het kabinetsbesluit om een opvolger voor de Task Force Uruzgan naar Afghanistan te sturen, de Nederlandse geïntegreerde politietrainingsmissie in Kunduz. Gedoogpartner PVV en de oppositiepartijen PvdA, SP, en PvdD waren tegen. Alleen de SGP had al vroegtijdig besloten steun te zullen geven. Daarom was de steun van D66, GroenLinks en de ChristenUnie nodig voor een Kamermeerderheid. Deze partijen worstelden met de vraag om steun te verlenen of niet. De regering stuurde een aanvullende brief aan de Kamer. Uiteindelijk stemde in de nacht van 27 op 28 januari 2011 een meerderheid van VVD, CDA, D66, GroenLinks, ChristenUnie en de SGP voor de missie. Binnen de GroenLinks-fractie stemde Ineke van Gent echter tegen.
De positie van de SGP in de Tweede Kamer werd ook gezien als van belang. Hoewel met deze fractie geen afspraken zijn gemaakt over het kabinetsbeleid heeft premier Rutte verklaard "met een schuin oog" te kijken naar de SGP. Merkbaar is dit geworden in kabinetsafspraken: plannen om de regeling van het aantal koopzondagen per jaar over te laten aan de afzonderlijke gemeenten, haalden het niet, hoewel de VVD daar in de aanloop naar de verkiezingen in 2010 campagne voor gevoerd had. Het was tegen het zere been van de SGP. Ook kreeg de SGP in april 2011 gedaan dat bezuinigingen op het passend onderwijs en een boete van 3000 euro voor te lang studerenden beide met een jaar werden uitgesteld.
Op 17 augustus 2011 diende de SP een motie van afkeuring in tegen premier Rutte. Dit naar aanleiding van zijn optreden in de Europese schuldencrisis. De motie kreeg alleen steun van de Partij voor de Dieren. De PVV en de ChristenUnie hadden ook aangegeven het kabinet niet langer te steunen in hun oplossing van deze schuldenproblematiek. Op 6 oktober bleken alleen deze vier fracties van PVV, SP, CU en de PvdD tegen de uitbreiding van het Europese noodfonds EFSF ten behoeve van Griekenland.
Tijdens het met spoed ingelaste parlementair debat op 22 oktober 2011 - voor het eerst sinds 1918 op een zaterdag - voorafgaande aan de EU-top over de Europese staatsschuldencrisis, kreeg de regering na een derde termijn en flinke onderhandelingen voldoende steun van drie grote oppositiepartijen, PvdA, D66 en GroenLinks. Premier Rutte moest in ruil daarvoor wel aan de moties en eisen van deze drie partijen tegemoetkomen. Op 28 februari 2012 ging de Tweede Kamer akkoord met een lening van 130 miljard aan Griekenland, dankzij de steun van dezelfde drie oppositiefracties.
Op 20 maart 2012 verliet Hero Brinkman de PVV-fractie. Brinkman ging zelfstandig verder als Lid-Brinkman. Hierdoor verloor de gedoogconstructie, vertaald naar het aantal zetels van de deelnemende partijen, haar meerderheid in de Tweede Kamer. Door de SGP en Lid-Brinkman, die het kabinet op veel punten steunden, kon bij stemmingen echter alsnog een meerderheid ontstaan. Brinkman gaf aan het kabinet-Rutte niet te willen laten vallen.
Op diezelfde dag diende VVD-minister van Sociale Zaken en Werkgelegenheid Henk Kamp het voorstel van de Wet aanscherping handhaving en sanctiebeleid SZW-wetgeving (Fraudewet) in, die met grote snelheid en met een brede meerderheid door beide Kamers werd aangenomen. De wet perkte de mogelijkheid om af te zien van terugvordering sterk in en verhoogde de bestuurlijke boete naar 100% van het benadelingsbedrag. Deze wet vormde de juridische basis voor maatregelen die tot een ongekend hardvochtige uitvoering van wet-, regelgeving en sanctiebeleid bij de aanpak van burgers voerde die door fraude en door het maken van relatief kleine fouten bij de aanlevering van infomatie, een te hoog bedrag aan toeslagen hadden ontvangen, uiteindelijk voerend tot de Toeslagenaffaire.
Door het vertrek van de PVV als gedoogpartner op 21 april 2012 viel de basis weg waarop het kabinet in de Tweede Kamer kon rekenen.

## Reden ontslagaanvraag

### Mislukt Catshuisoverleg

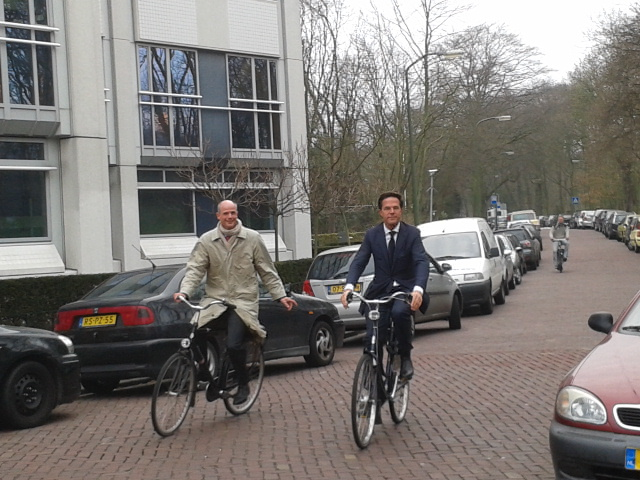
Premier Rutte en Stef Blok voor de herstarte onderhandelingen op 29 maart

Naar aanleiding van negatieve cijfers van het CPB (begrotingstekort van 4,5% in 2013) startten coalitiepartners VVD, CDA en gedoogpartner PVV op 5 maart 2012 besloten bezuinigingsonderhandelingen in het Catshuis.
Op 28 maart 2012 maakte de Rijksvoorlichtingsdienst (RVD) bekend dat het Catshuisoverleg voor die dag eerder afgelopen was dan gepland, omdat de onderhandelingen een "moeilijke fase" ingingen. De oppositie eiste opheldering van het kabinet, met name over de definitie van een "moeilijke fase". GroenLinks-partijleider Jolande Sap gaf aan nieuwe verkiezingen te willen als de partijen er niet uit zouden komen. ChristenUnie-voorman Arie Slob riep het kabinet op om de crisisaanpak aan de Kamer voor te leggen omdat deze "te groot voor partijbelangen" zouden zijn.
De RVD maakte bekend: "Zij [de drie partijen] zien voldoende perspectief om de komende periode te komen tot afspraken die een antwoord geven op de problemen waar het land voor staat". Diezelfde dag werden de onderhandelingen hervat en werd opnieuw 'radiostilte' in acht genomen.
Op 21 april werd bekendgemaakt dat de onderhandelingen in het Catshuis waren mislukt. De VVD, het CDA en de PVV waren het niet eens geworden over een pakket aan miljardenbezuinigingen. Wilders meldde dat zijn partij per direct niet langer de gedoogpartner was van het kabinet. Het gevolg was dat het kabinet-Rutte I op 23 april 2012 viel.

### Afwikkeling lopende zaken
De Eerste Kamer besloot op 8 mei 2012 geen enkel wetsvoorstel controversieel te verklaren. De Tweede Kamer stelde wel een lijst op van controversiële onderwerpen. De onderwerpen die op die lijst stonden, werden pas behandeld nadat er een nieuw kabinet was aangetreden (of tot de Kamer besloot om het onderwerp van de lijst af te halen).

### Lenteakkoord

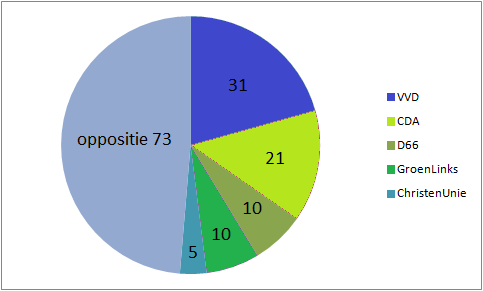
De partijen die het begrotingsakkoord sloten

Omdat er toch een besluit moest komen voor de begroting van 2013, mede ten behoeve van het Nederlandse Stabiliteitsprogramma 2012 dat in het kader van het Stabiliteits- en Groeipact aan de EU moest worden aangeboden, sloot op 26 april 2012 een coalitie bestaande uit (VVD, CDA, D66, GroenLinks en ChristenUnie) een akkoord waardoor het begrotingstekort terugliep naar 3% (12,4 miljard bezuinigen en hervormen). De SGP sloot zich later aan bij het akkoord. Het begrotingsakkoord van 2012 werd ook wel het Wandelgangenakkoord of Lenteakkoord genoemd, of het Kunduzakkoord, omdat het door dezelfde partijen gesteund was als het eerdere besluit over de politiemissie in Kunduz.
Het akkoord voorzag onder meer in een hervorming van de woningmarkt. Zo bleef de overdrachtsbelasting op 2 procent, werd de huurmarkt aangepakt en de hypotheekrenteaftrek beperkt (alleen nog in het geval van minstens annuïtaire aflossing). Ook werden een snellere verhoging van de AOW-leeftijd en een hervorming van de arbeidsmarkt (Werkgever eerste 6 maanden WW betalen en Ontslagrecht moderniseren) opgenomen. Het hoge btw-tarief ging van 19 naar 21 procent. Daarnaast werd er 1,6 miljard omgebogen in de zorg. Het akkoord bevatte verder een vergroening van de economie.
Daarnaast werden enkele eerder voorgenomen bezuinigingen teruggedraaid of verzacht op verzoek van D66, GroenLinks en ChristenUnie. Dit betrof onder andere de bezuinigingen op het persoonsgebonden budget (PGB), passend onderwijs, natuur, cultuur, openbaar vervoer en in de GGZ.
Sommige wetsvoorstellen werden pas na de verkiezingen van september 2012 ingediend, en dus door de daarna aantredende nieuwe Tweede Kamer behandeld; dit vormde nog wel een onzekere factor.
Het begrotingsakkoord werd als basispad opgenomen in de Miljoenennota 2013 en op Prinsjesdag 2012 gepresenteerd door het kabinet. De maatregelen waren echter al in april/mei 2012 bekend.